# Patriots Day

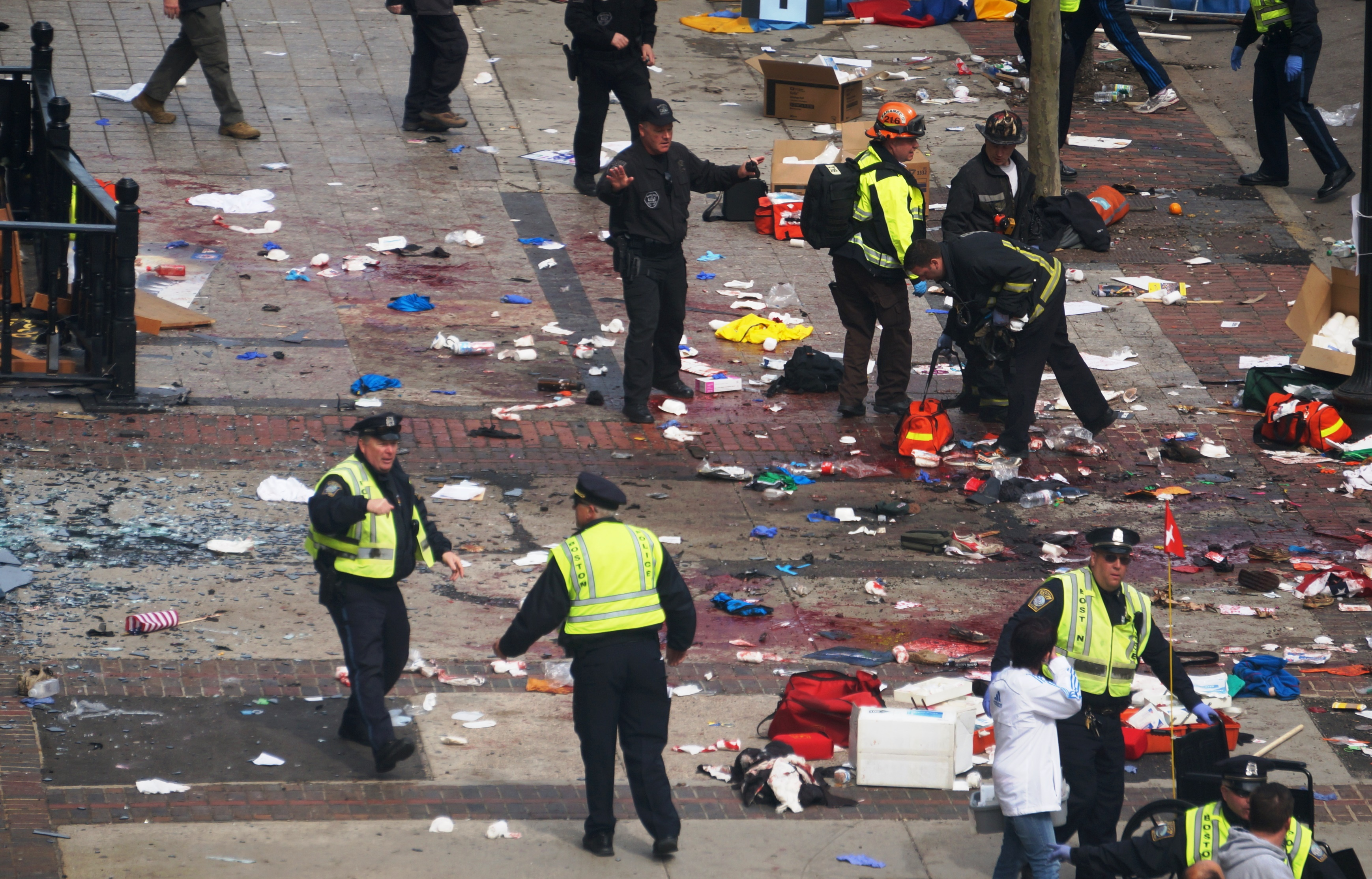
Imagem real do atentado, em que o filme é baseado

Patriots Day (prt: Patriots Day - Unidos por Boston; bra: O Dia do Atentado) é um filme estadunidense de 2016 dirigido por Peter Berg e escrito por Matt Cook e Joshua Zetumer.

## Elenco
- Mark Wahlberg - Tommy Saunders
- J. K. Simmons - Jeffrey Pugliese
- Kevin Bacon - Richard Deslauries
- John Goodman - Ed Davis
- Michelle Monaghan - Carol Saunders
- Melissa Benoist - Katherine Russell
- Alex Wolff - Dzhokhar Tsarnaev

## Dublagem brasileira
- Angélica Santos[3]
- Felipe Zilse[3]
- Marco Antônio Costa[3]
- Mauro Ramos[3]
- Tatá Guarnieri[3]

## Trailer
O primeiro teaser trailer foi lançado em 5 de outubro de 2016 enquanto o trailer completo foi lançado em 14 de novembro seguinte.

## Estreia
O filme teve sua estreia mundial no AFI Fest em 17 de novembro de 2016.
O filme foi lançado nos cinemas estadunidenses em um número limitado de salas de cinema a partir de 21 de dezembro de 2016 para participar da principal temporada de premiações, antes de ser distribuído em todo o país a partir de 13 de janeiro de 2017. Em Portugal, o filme estreou em 2 de fevereiro de 2017, e no Brasil, em 11 de maio de 2017.

## Recepção

### Crítica
No agregador de críticas dos Estados Unidos, o Rotten Tomatoes, na pontuação onde a equipe do site categoriza as opiniões da  grande mídia e da mídia independente apenas como positivas ou negativas, o filme tem um índice de aprovação de 81% calculado com base em 236 comentários dos críticos. Por comparação, com as mesmas opiniões sendo calculadas usando uma média aritmética ponderada, a nota alcançada é 6.9/10 com o consenso afirmando que "oferece uma homenagem emocionante e solidamente elaborada aos heróis de uma tragédia americana da vida real sem se desviar para o território explorador de suspense de ação".
Em outro agregador de críticas também dos Estados Unidos, o Metacritic, que calcula as notas usando somente uma média aritmética ponderada de determinados veículos de comunicação em maior parte da grande mídia, o filme tem 42 avaliações da imprensa anexadas no site e uma pontuação de 69 entre 100, com a indicação de "revisões geralmente favoráveis".

### Público
O público pesquisado pelo CinemaScore deu ao filme uma nota média de "A+" em uma escala de A+ a F.

## Prêmios
- 2016 – National Board of Review of Motion Pictures[11]
  - Os Dez Melhores Filmes do Ano
- 2016 – Variety[12]
  - Os Dez Melhores Filmes do Ano